# Exèrcit Revolucionari del Poble (Argentina)
|  | Per a altres significats, vegeu «Exèrcit Revolucionari del Poble». |

L'Exèrcit Revolucionari del Poble (en castellà: Ejército Revolucionario del Pueblo, ERP) fou una organització armada comunista argentina, braç armat del Partit Revolucionari dels Treballadors liderat per Mario Roberto Santucho), durant els anys 1970. Cap a finals de 1976 havia estat desarticulat per les forces armades a conseqüència de l'Operativo Independencia i de la repressió que va patir durant la darrera dictadura militar, l'autoanomenat Procés de Reorganització Nacional.